# Esteban Game
Esteban Raúl Ramón Game es un exfutbolista argentino. Jugaba como defensor y su primer club fue Rosario Central, con el que fue campeón de Primera División. Actualmente se desempeña como entrenador en las divisiones juveniles del canalla.
Como técnico perdió todos los clásicos en inferiores, excepto con la categoría 2008 que salieron campeones del torneo Rosarina y AFA. 

## Carrera
Se desempeñaba como marcador de punta derecha, y en Central llegó a jugar un solo encuentro en Primera, aunque le alcanzó para formar parte del plantel campeón del Torneo 1986-87. De esta forma el canalla se consagró en Primera División la temporada siguiente a haber ascendido, marca única en el fútbol argentino. Su único encuentro fue ante Argentinos Juniors, el 31 de octubre de 1986; el técnico de la Academia era Ángel Tulio Zof y el cotejo correspondió a la 17.ª fecha del certamen, finalizando empatado en un gol. Posteriormente pasó a Argentino de Rosario, club con el que se coronó subcampeón de Primera C en 1990, obteniendo así el ascenso a Primera B, tercera categoría del fútbol nacional.

## Clubes
| Club                 | País      | Año       |
| -------------------- | --------- | --------- |
| Rosario Central      | Argentina | 1986-1987 |
| Argentino de Rosario | Argentina | 1987-1990 |

## Palmarés
| Título                     | Equipo                | País      | Año     |
| -------------------------- | --------------------- | --------- | ------- |
| Primera División           | C. A. Rosario Central | Argentina | 1986-87 |
| Ascenso a Tercera División | Argentino de Rosario  | Argentina | 1990    |